# Incoronazione del sovrano britannico

Giorgio VI riceve l'omaggio dei nobili del regno dopo aver ricevuto la corona alla sua incoronazione nel 1937

L'incoronazione del sovrano britannico è una cerimonia (specificatamente un rito di iniziazione) nel quale il monarca del Regno Unito viene formalmente investito con i regalia e incoronato nell'Abbazia di Westminster. Questa cerimonia corrisponde alle incoronazioni che venivano fatte in tutte le altre monarchie in Europa, abbandonate tutte progressivamente in favore di riti meno elaborati come l'inaugurazione o l'intronizzazione. Il Duca di Norfolk in quanto Earl Marshal (Conte Maresciallo d'Inghilterra) ha il compito di organizzare e sovrintendere all'Incoronazione.
L'incoronazione ha luogo solitamente diversi mesi dopo la morte del precedente monarca in quanto è considerata un'occasione gioiosa e quindi sarebbe inappropriato tenerla mentre è ancora in atto il periodo del lutto. Questo intervallo di tempo inoltre consente di avere sufficiente tempo per completare gli elaborati preparativi richiesti. Ad esempio la regina Elisabetta II venne incoronata il 2 giugno 1953 pur essendo ascesa al trono il 6 febbraio 1952; la sua incoronazione venne annunciata con un anno di anticipo ed i preparativi nell'abbazia iniziarono cinque mesi prima.
La cerimonia è presieduta dall'arcivescovo di Canterbury, il vescovo più importante della Chiesa anglicana, alla quale sta a capo il monarca stesso. Altri membri del clero e della nobiltà hanno altri compiti; a gran parte dei partecipanti alla cerimonia è richiesto di indossare le proprie uniformi cerimoniali o l'abito da incoronazione con coroncine. Altri ufficiali di governo ed ospiti vari spesso presenziano, tra cui i rappresentanti di altri paesi.
Gli elementi essenziali dell'incoronazione sono rimasti sostanzialmente i medesimi nei passati mille anni. Il sovrano viene prima presentato e poi acclamato dal popolo, deve giurare fedeltà alla chiesa e quindi viene unto con gli oli santi, investito delle regalie e incoronato prima di ricevere l'omaggio feudale dei rappresentanti dei suoi sudditi. Le mogli dei re sono spesso unte e incoronate come regine consorti nella medesima cerimonia. La cerimonia termina quindi con una processione finale e dal XX secolo la famiglia reale ha inaugurato la tradizione poi di apparire sulla balconata di Buckingham Palace prima del pranzo di gala.

## Storia

### Sviluppo dell'incoronazione britannica

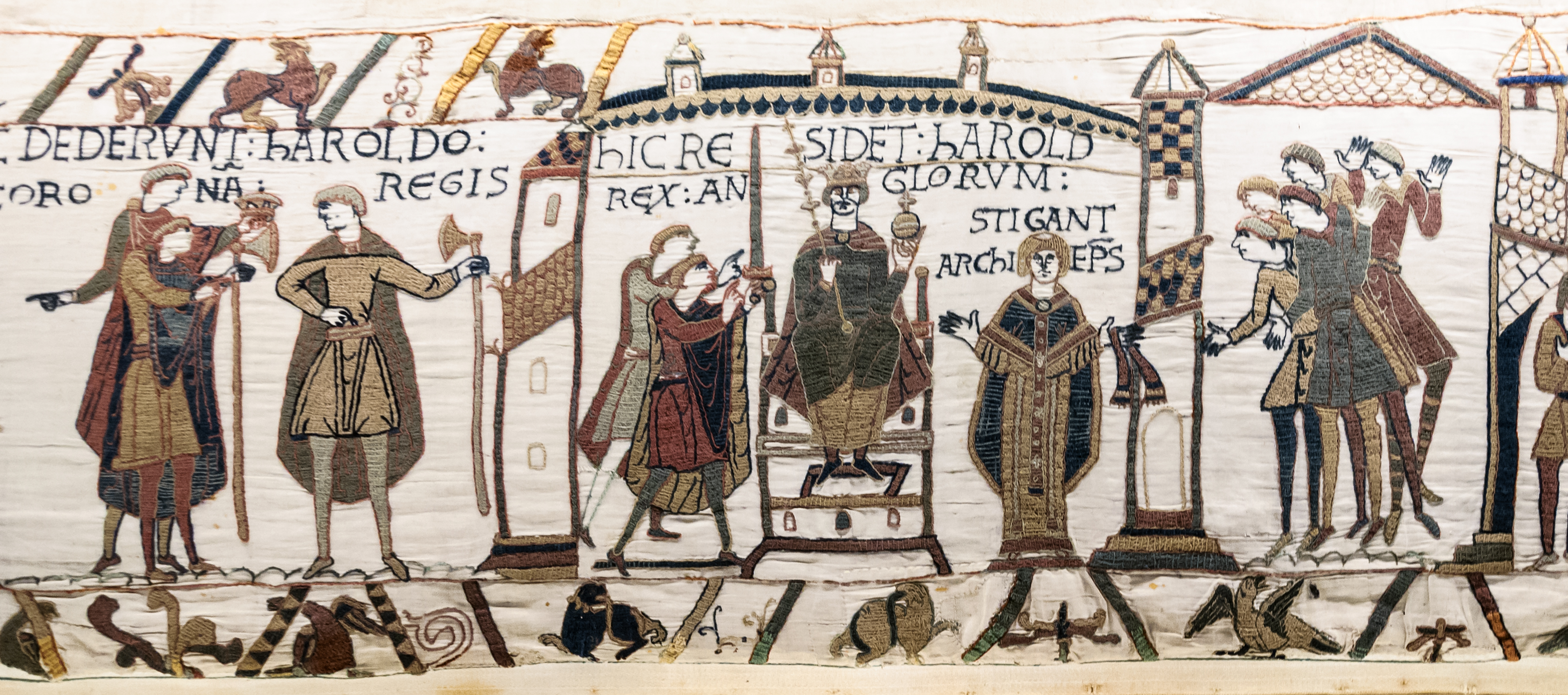
Incoronazione di Aroldo II nell'Abbazia di Westminster nel 1066

I principali elementi della cerimonia d'incoronazione vennero descritti da San Dunstan per l'incoronazione di re Edgar nel 973. Essi si basavano sulle cerimonie in uso presso i re dei Franchi e su quelle delle ordinazioni dei vescovi. Due versioni delle cerimonie d'incoronazione, note come ordines (dal latino ordo ovvero "ordine") o "recensioni", sopravvissero dalla Conquista normanna. La prima cerimonia a svolgersi ufficialmente in Inghilterra fu quella per l'incoronazione di Edgar nel 973, poi utilizzata per l'incoronazione di tutti i successivi re anglosassoni e per i primi re normanni.

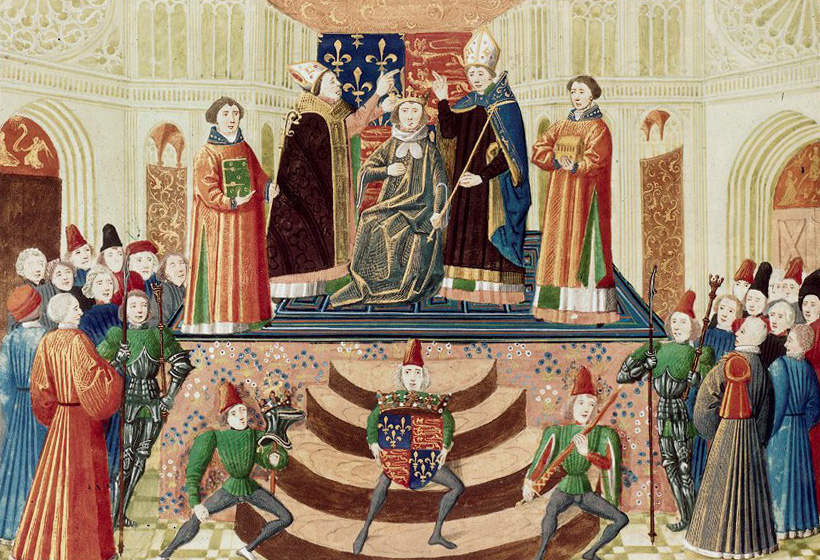
Incoronazione di Enrico IV a Westminster nel 1399

Un terzo cerimoniale venne probabilmente compilato durante il regno di Enrico I e venne utilizzato per l'incoronazione poi di re Stefano nel 1135. Pur mantenendo gli elementi più importanti del rito anglosassone, il nuovo rito traeva spunto dal rito di consacrazione dell'imperatore del Sacro Romano Impero contenuto nel Pontificale Romano-Germanicum, libro di liturgia tedesco compilato a Magonza nel 961, allineando così la tradizione inglese alla pratica continentale. Tale rito rimase in uso sino all'incoronazione di Edoardo II nel 1308 quando per la prima volta venne utilizzato il quarto cerimoniale d'incoronazione, compilato alcuni decenni prima. Seppur influenzato dalla controparte francese, il nuovo ordo si focalizzava molto di più sul rapporto tra il re e nobili del suo regno molto più di quanto non facesse il re di Francia. Un manoscritto di questo cerimoniale è il Liber Regalis conservato all'Abbazia di Westminster Abbey che ne è una versione definitiva
Con la Riforma in Inghilterra, il giovane re Edoardo VI venne incoronato per la prima volta con una cerimonia protestante nel 1547 nella quale l'arcivescovo Thomas Cranmer predicò un sermone contro l'idolatria e la "tirannia dei vescovi di Roma". Ad ogni modo, sei anni più tardi, re Edoardo VI venne succeduto al trono dalla sua sorellastra, Maria I, che restaurò il rito cattolico precedente. Nel 1559, Elisabetta I fu l'ultima ad essere incoronata sotto gli auspici della Chiesa cattolica anche se la sua insistenza nel voler cambiare diversi elementi dell'incoronazione per ribadire la sua fede protestante gli provocarono il rifiuto da parte di molti vescovi inglesi di incoronarla e pertanto la sua cerimonia venne presieduta dal vescovo di Carlisle, Owen Oglethorpe, di rango inferiore.

### Incoronazioni scozzesi

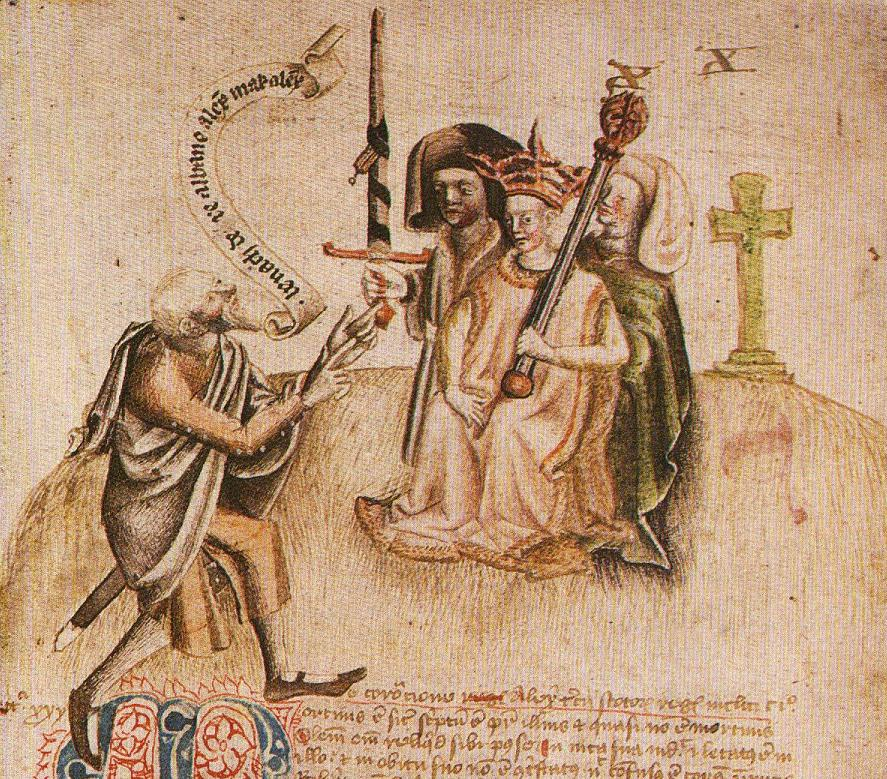
Alessandro III di Scozia alla sua incoronazione all'Abbazia di Scone nel 1249, accolto dal poeta di corte che reciterà la genealogia del re.

Le incoronazioni scozzesi si tenevano tradizionalmente all'Abbazia di Scone, ed il re veniva fatto sedere sulla Pietra del Destino. I rituali originali erano una fusione di cerimonie usate dai re di Dalriada con quelli di Aidan elaborato da San Colombano nel 574, e quelle dei Pitti da cui proveniva la Pietra del Destino conservata a Scone. L'uso della corona venne attestato per la prima volta per nel 1214 per l'ascesa di Alessandro II. La cerimonia comprendeva l'imposizione delle mani da parte di un vescovo o di un presbitero di alto rango e la recita della genealogia del re. Alessandro III fu l'ultimo sovrano scozzese ad essere incoronato con questo rito nel 1249 dal momento che la Pietra di Scone venne catturata dalle forze inglesi di Edoardo I nel 1296. Essa venne successivamente incorporata nel trono inglese ed utilizzata quindi con certezza nell'incoronazione di re Enrico IV d'Inghilterra nel 1399. papa Giovanni XXII in una bolla pontificia del 1329 garantiva ai re di Scozia il diritto di essere unti e incoronati. Non vi sono registri relativi ai rituali medievali, ma esiste un resoconto dettagliato dell'incoronazione di Giacomo V, avvenuta al Castello di Stirling nel 1513 quando il re aveva appena diciassette mesi. La cerimonia si tenne nella chiesa, oggi demolita, e venne condotta dal vescovo di Glasgow dal momento che l'arcivescovo di St Andrews era stato ucciso nella Battaglia di Flodden Field. Si sa che il bambino venne proclamato cavaliere prima dell'inizio della cerimonia. L'incoronazione ebbe inizio con un sermone, seguito poi dall'unzione e dall'incoronazione e dal giuramento di fedeltà nonché dall'acclamazione popolare.
Anche Giacomo VI venne incoronato nella chiesa di Stirling nel 1567 e divenne successivamente Giacomo I di Gran Bretagna nel 1603. Carlo I viaggiò da sud a nord per essere incoronato anche come re di Scozia sino a Holyrood Abbey presso Edimburgo ove la cerimonia ebbe luogo nel 1633, causando però non pochi problemi coi presbiteriani scozzesi per la vicinanza con le tradizioni "papiste". Carlo II tenne una cerimonia semplice a Scone nel 1650, ma suo fratello Giacomo II non venne mai incoronato in Scozia, sebbene i pari di Scozia presero parte alla sua incoronazione a Londra, creando così un precedente per le future cerimonie di incoronazione inglesi.

### Incoronazioni moderne
Il Liber Regalis venne tradotto in inglese per la prima volta in occasione dell'incoronazione di Giacomo I nel 1601 come risultato della Riforma in Inghilterra. Giacomo II che era di fede cattolica, ordinò una versione troncata del testo omettendovi l'eucaristia nel 1685, ma questa venne poi restaurata dai successivi monarchi. Solo quattro anni più tardi, il cerimoniale venne nuovamente rivisto dal vescovo Henry Compton per l'incoronazione di Guglielmo III e di Maria II. Ad ogni modo, nel corso del XX secolo, gli studiosi della liturgia hanno tentato di restaurare l'antico significato spirituale dietro il rito dell'incoronazione rivedendo gli elementi chiave direttamente dai testi medievali, creando un "complesso matrimonio di innovazione e tradizione".

### L'incoronazione e il popolo
L'idea della necessità di ottenere il supporto popolare al nuovo monarca rendendo la cerimonia dell'incoronazione uno spettacolo per il popolo tutto, ebbe inizio con l'incoronazione di Riccardo II tenutasi nel 1377 quando il nuovo re aveva appena 10 anni e non poteva vantare doti di comando o azioni che lo rendessero già noto al grande pubblico del regno, ma unicamente la propria apparenza fisica. Il giorno prima dell'incoronazione, il giovane sovrano incontrò appena fuori dalla Città di Londra il sindaco, l'araldo e i rappresentanti delle diverse compagnie della città e venne condotto alla Torre di Londra dove trascorse l'intera notte in vigilia. Il mattino seguente, il re viaggiò a cavallo in una grande processione attraverso le vie parate a festa della città sino a Westminster. Diverse bande suonavano musica nelle strade, le fontane vennero riempite di vino bianco e rosso e una fedele riproduzione del castello venne costruita a Cheapside, probabilmente a rappresentare la Nuova Gerusalemme, dove una ragazza portava una corona d'oro al re e gli offriva del vino. Eventi di portata simile o addirittura più elaborata continuarono nel tempo sino all'incoronazione di Carlo II nel 1661. In quell'occasione vi fu solo una breve processione a piedi da Westminster Hall all'abbazia. Per l'incoronazione di Giorgio IV nel 1831, venne organizzata la tradizionale processione da St James's Palace sino all'abbazia, adottata a tutt'oggi.

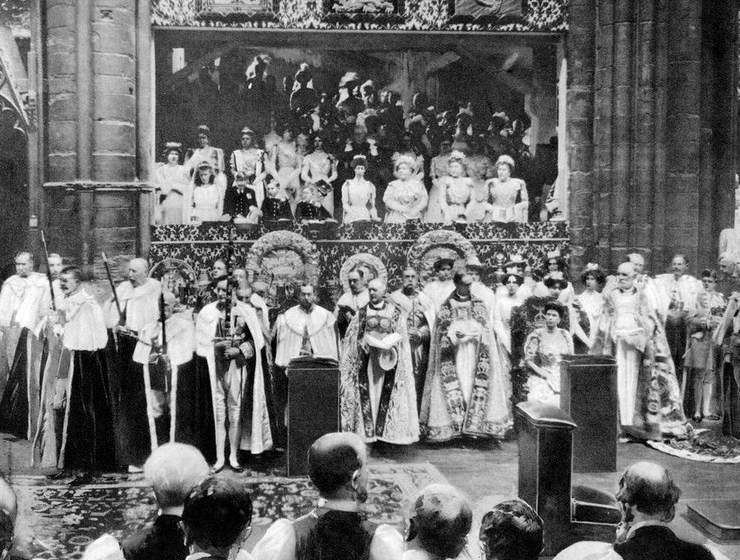
Giorgio V e la regina Mary siedono sui troni dell'incoronazione durante la cerimonia del 1911. Fu la prima volta che una incoronazione venne fotografata in ogni sua parte.

Nelle incoronazioni più moderne, gli eventi interni ed esterni all'abbazia spesso vennero registrati da diversi artisti e poi pubblicati in una serie di libri con incisioni o stampe apposite destinate al grande pubblico, l'ultimo dei quali pubblicato nel 1905 e relativo all'incoronazione avvenuta tre anni prima. Spesso le cerimonie d'incoronazione erano rappresentate addirittura con rappresentazioni teatrali come nel caso di quella del 1761 dove venne coinvolto il coro dell'Abbazia di Westminster alla Royal Opera House di Covent Garden che andò in scena per i tre mesi successivi all'evento reale. Nel 1902 venne avanzata la richiesta di registrare su grammofono l'evento, ma il permesso venne rifiutato sebbene Sir Benjamin Stone ottenne il permesso di fotografare l'intera processione nell'abbazia. Nove anni più tardi, all'incoronazione di Giorgio V, Stone ottenne il permesso di fotografare la ricognizione, la presentazione della spada e gli omaggi feudali.
L'incoronazione di Giorgio VI nel 1937 venne trasmessa via radio dalla BBC, e parti della cerimonia vennero filmati e mostrati nei cinema. La processione esterna venne mostrata dal vivo dal nuovo BBC Television Service, e fu il primo evento di spessore della TV inglese. All'incoronazione della regina Elisabetta II nel 1953, gran parte della processione interna all'abbazia venne filmata e trasmessa in televisione dalla BBC. Questo fatto fu qualcosa di innovativo per l'epoca ma fu anche largamente discusso come un evento che si svolgeva al di la del coro, quindi nell'area più sacra della chiesa, dovesse o meno essere trasmesso in televisione, questione che giunse ad aprire accesi dibattiti sulla stampa e venne persino portata in parlamento. Il comitato organizzativo, alla fine, decise di mostrare l'intera cerimonia in TV ad eccezione dell'unzione e della comunione che erano momenti "personali" del monarca. Si stima che 20.000.000 furono i telespettatori inglesi che assistettero all'evento nel solo Regno Unito. L'incoronazione contribuì a incrementare l'interesse pubblico per la televisione che crebbe significativamente in quegli anni.

### L'incoronazione ed il Commonwealth
La necessità di includere i vari elementi dell'Impero britannico nelle incoronazioni non venne considerata sino al 1902 quando essa per la prima volta venne presenziata dai primi ministri e dai governatori generali dei dominions britannici, compresi quelli completamente autonomi e da diversi regnanti degli stati principeschi indiani e dei diversi protettorati britannici nel mondo. Poco prima della cerimonia venne convocata una Imperial Conference. Nel 1911, la processione all'interno dell'abbazia incluse per la prima volta le bandiere dei dominions e dell'Impero anglo-indiano assieme a quelle tradizionali dei regni inglesi.
Sino al 1937, il monarca veniva incoronato sovrano dei molti regni che componevano l'impero coloniale inglese, ma nel 1953 la regina Elisabetta II chiese di abbreviare il tutto limitandosi ad essere incoronata regina del Regno Unito di Gran Bretagna ed Irlanda del Nord, Canada, Australia, Nuova Zelanda, Sudafrica, Pakistan, Ceylon e di tutti i possedimenti e dei territori appartenenti al Commonwealth.

## I preparativi

### Il periodo per l'incoronazione
Il tempo per le differenti incoronazioni è variato spesso nel corso della storia. L'incoronazione di re Edgar avvenne 15 anni dopo la sua ascesa nel 957 e venne intesa come l'evento culminante del suo regno nel periodo di massimo splendore, o perché egli raggiunse in quell'anno i 30 anni, ovvero l'età del battesimo di Gesù. Aroldo II venne incoronato il giorno dopo la morte del suo predecessore, Edoardo il Confessore, probabilmente per riflettere la continuità della successione di Aroldo; mentre il primo monarca normanno, Guglielmo il Conquistatore, venne incoronato il giorno stesso della sua ascesa, il 25 dicembre 1066, ma questa avvenne tre mesi dopo la resa dei nobili inglesi e dei vescovi a Berkhampstead, permettendo così i preparativi per una cerimonia spettacolare. Gran parte dei suoi successori venne incoronata nel giro di alcune settimane o persino alcuni giorni dopo l'ascesa al trono. Edoardo I stava combattendo la Nona crociata quando ascese al trono nel 1272; venne incoronato pertanto poco dopo il suo rientro nel 1274. L'incoronazione di Edoardo II, similmente, venne ritardata da una campagna bellica in Scozia nel 1307. Enrico VI aveva solo pochi mesi quando ascese al trono nel 1422 e pertanto egli venne incoronato solo nel 1429, ma non assunse ufficialmente il potere sino a quando non ne ebbe l'età, nel 1437. Le incoronazioni di età pre-moderna solitamente si svolgevano di domenica, il giorno di festa per l'intera cristianità. L'incoronazione di Edgar avvenne il giorno di Pentecoste, quella di Guglielmo I il giorno di Natale, probabilmente ad imitazione degli imperatori bizantini, mentre quella di Giovanni fu il giorno dell'Ascensione. Elisabetta I consultò il suo astrologo di fiducia, John Dee, prima di decidere una data per la propria incoronazione. Le incoronazione di Carlo II nel 1661 e Anna nel 1702 si svolsero entrambe nel giorno della festa di San Giorgio, santo patrono d'Inghilterra.
Sotto il governo degli Hannover tra la fine del XVIII e l'inizio del XIX secolo, venne ritenuto appropriato attendere un periodo di alcuni mesi tra la morte del precedente monarca e l'ascesa di quello nuovo, di modo da rispettare la religione e il buon senso e permettere nel contempo la preparazione dell'intera cerimonia con tutti gli accorgimenti del caso.
Per tutti i monarchi da Giorgio IV incluso, passò sempre almeno un anno tra l'ascesa e l'incoronazione del nuovo monarca, con l'eccezione di Giorgio VI il cui predecessore, Edoardo VIII, non era morto bensì aveva abdicato. La data d'incoronazione predisposta per il precedente re, già fissata, semplicemente venne destinata al nuovo sovrano.
Alcuni monarchi lasciarono passare tanto tempo (o non ebbero il tempo sufficiente) tra la loro ascesa e la loro incoronazione che alcuni non vennero nemmeno incoronati alla fine. Edoardo V e lady Jane Grey vennero entrambi deposti prima di poter essere incoronati, rispettivamente nel 1483 e nel 1553. Edoardo VIII rimase anch'egli senza incoronazione, dal momento che abidcò nel 1936 e cioè prima del periodo tradizionalmente riservato tra l'ascesa al trono e l'incoronazione del nuovo sovrano. Ad ogni modo è bene precisare che un monarca ottiene ufficialmente il potere alla morte del suo predecessore da cui è stato designato erede, non al momento dell'incoronazione, come ben identifica il detto "The King is dead, long live the King!"

### Il luogo
I monarchi anglosassoni utilizzarono vari luoghi per le loro incoronazioni, tra cui Bath, Kingston upon Thames, Londra e Winchester. L'ultimo monarca anglosassone, Aroldo II, venne incoronato nell'Abbazia di Westminster nel 1066 e rimase da lì la tradizione di incoronare in quel luogo tutti i successivi monarchi. Gli elementi basici della cerimonia d'incoronazione continuarono a rimanere i medesimi per centinaia di anni dal 973 quando li aveva elaborati Dunstano di Canterbury. Quando Londra si trovava sotto il controllo dei francesi, Enrico III venne incoronato a Gloucester nel 1216 e successivamente scelse di essere incoronato una seconda volta a Westminster nel 1220 quando la città fu liberata. Duecento anni dopo, anche Enrico VI tenne due incoronazioni, come re d'Inghilterra a Londra nel 1429 e come re di Francia a Parigi nel 1431.

### Consorti ed altri personaggi co-incoronati

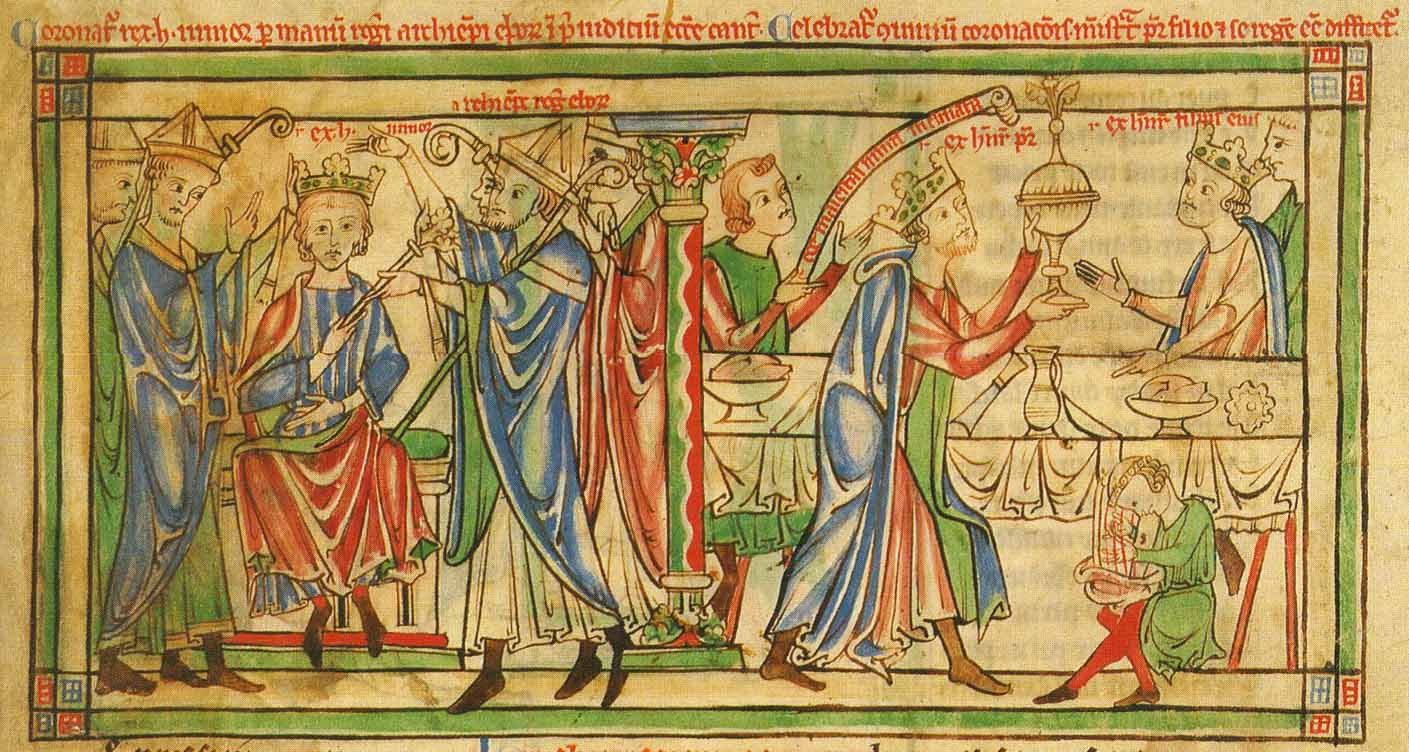
Incoronazione di Enrico il Giovane nel 1170

Le incoronazioni sono state talvolta cerimonie dedicate anche ad altre persone oltre al monarca stesso. Nel 1170, Enrico il Giovane, erede apparente al trono inglese, venne incoronato come secondo re d'Inghilterra, subordinato a suo padre Enrico II; come era pratica comune nella Francia e nella Germania medievali, ma che era un caso alquanto insolito in Inghilterra (l'altro caso storico era stato quello di Ecgfrith di Mercia nel 796, incoronato con suo padre Offa ancora vivente). Più comunemente capitava che la moglie del re venisse incoronata regina consorte. Se il re era già sposato al momento della sua incoronazione, spesso anche la consorte veniva incoronata regalmente. La prima incoronazione di questo tipo fu quella di Enrico II con Eleonora d'Aquitania nel 1154; altre diciassette incoronazioni simili si svolsero in seguito tra cui quella dei co-regnanti Guglielmo III e Maria II. La più recente fu quella di Giorgio VI e della regina Elizabeth Bowes-Lyon nel 1937. Se il re si sposa, o si risposa dopo la sua incoronazione, egli ha il potere di incoronarla in una cerimonia separata. La prima di queste incoronazioni fu quella di Matilde di Fiandra nel 1068; e l'ultima fu quella di Anna Bolena nel 1533. I re più recenti che si sposarono dopo la loro incoronazione, furono ad esempio Carlo II che però non incoronò separatamente sua moglie Caterina di Braganza. In seguito alla guerra civile inglese, Oliver Cromwell declinò la corona del regno ma tenne una vera e propria cerimonia d'intronizzazione per la sua investitura a Lord protettore nel 1657.

## I partecipanti

### Il clero
L'arcivescovo di Canterbury, che ha precedenza su tutto il clero e su tutti i laici del regno ad eccezione dei membri della famiglia reale, presiede solitamente le incoronazioni; in sua assenza, il monarca può prescegliere un altro vescovo che agisca al suo posto. Ad ogni modo vi sono state delle eccezioni. Guglielmo I venne incoronato dall'arcivescovo di York dal momento che l'arcivescovo di Canterbury era stato nominato dall'antipapa Benedetto X e la sua nomina non era stata riconosciuta valida dal papa autentico. Edoardo II venne incoronato dal vescovo di Winchester dal momento che l'arcivescovo di Canterbury era stato esiliato da Edoardo I. Maria I, cattolica, rifiutò di essere incoronata dall'arcivescovo protestante Thomas Cranmer e pertanto la sua incoronazione venne eseguita dal vescovo di Winchester. Elisabetta I venne incoronata dal vescovo di Carlisle (la cui sede non aveva una particolare precedenza) perché i prelati di maggior rango erano "tutti morti, o troppo vecchi e infermi, o invisi alla regina,  o non desideravano compiere quell'azione". Infine, quando Giacomo II venne deposto e rimpiazzato da Guglielmo II e da Maria II congiuntamente, l'arcivescovo di Canterbury si rifiutò di riconoscere i nuovi sovrani e pertanto egli dovette essere rimpiazzato dal vescovo di Londra. Ad ogni modo, in tutti i casi in cui l'arcivescovo di Canterbury non poté presenziare personalmente, venne sempre rappresentato da un alto prelato: l'arcivescovo di York è il secondo in precedenza, il vescovo di Londra il terzo, il vescovo di Durham il quarto ed il vescovo di Winchester il quinto.

### I Grandi Ufficiali di Stato
I Grandi Ufficiali di Stato tradizionalmente prendono parte alla cerimonia. Gli incarichi di Lord grande intendente e Lord High Constable non vennero ricoperti regolarmente dal XV e XVI secolo rispettivamente; essi ad ogni modo ritornarono nelle cerimonie d'incoronazione. Il Lord Great Chamberlain ha il compito di vestire il sovrano con le vesti cerimoniali, assistito dal Groom of the Robes e dal Master (nel caso di un re) o da una Mistress (nel caso di una regina) of the Robes.
I baroni dei Cinque Ports prendono anch'essi parte alla cerimonia. Formalmente i baroni sono membri della Camera dei Comuni che rappresentano i Cinque Porti principali dell'Inghilterra, ovvero Hastings, New Romney, Hythe, Dover e Sandwich. Le riforme del XIX secolo ad ogni modo hanno integrato i Cinque Porti in un sistema differente che consentiva di designare per l'occasione i baroni tra i consiglieri della città col preciso proposito di prendere parte all'incoronazione. Originariamente, i baroni erano incaricati di portare dei vasi al sovrano durante la processione del sovrano verso e dall'Abbazia di Westminster. L'ultima volta in cui i baroni svolsero questo compito fu in occasione dell'incoronazione di Giorgio IV nel 1821. I baroni non tornarono nell'incoronazione di Guglielmo IV (che insistette per una cerimonia più semplice ed economica) e della Regina Vittoria, caso quest'ultimo al quale essi presero parte senza portare i vasi tradizionali.

### Altri partecipanti ed invitati all'incoronazione
Molti proprietari terrieri e personalità di spicco hanno incarichi onorifici o privilegi specifici in occasione delle incoronazioni. Tali diritti sono determinati da una corte speciale presieduta tradizionalmente dal Lord High Steward. La prima Court of Claims registrata venne convocata nel 1377 per l'incoronazione di Riccardo II. Dal periodo Tudor, l'incarico ereditario di Lord High Steward venne unito alla Corona, e da Enrico VIII ebbe inizio la tradizione di nominare gli Stewards unicamente per le incoronazioni.
Nel 1952, ad esempio, la corte accettò quanto suggerito dal decano di Westminster che consigliò la regina di introdurre una procedura propria durante la cerimonia che prevedesse che il vescovo di Durham e quello di Bath e Wells camminassero di fianco alla regina al suo ingresso ed all'uscita dall'abbazia e che le rimanessero accanto durante l'intero rituale dell'incoronazione, così come il fatto che il conte di Shrewsbury nella sua qualità di Lord High Steward d'Irlanda avesse il privilegio di portare un bastone bianco. I Queen's Scholars della Westminster School ebbero il privilegio di poter essere i primi ad acclamare il monarca tra il popolo col tradizionale grido "Vivat! Vivat Rex!" incorporato nell'inno dell'incoronazione I was glad.
Oltre ai rappresentanti della nobiltà, le cerimonie d'incoronazione vengono presenziate anche da figure politiche tra cui il primo ministro e tutti i membri del gabinetto dei ministri del Regno Unito, nonché da tutti i governatori generali e dai primi ministri dei regni del Commonwealth così come dai capi di stato di nazioni indipendenti. Dignitari e rappresentanti di altre nazioni sono spesso invitati a partecipare alla cerimonia. Per l'incoronazione di Elisabetta II nel 1953, 8.000 invitati dovettero a fatica trovare spazio nell'Abbazia di Westminster ed ogni persona poteva disporre al massimo di 46 cm di seduta.

## Gli abiti

### Abiti del sovrano

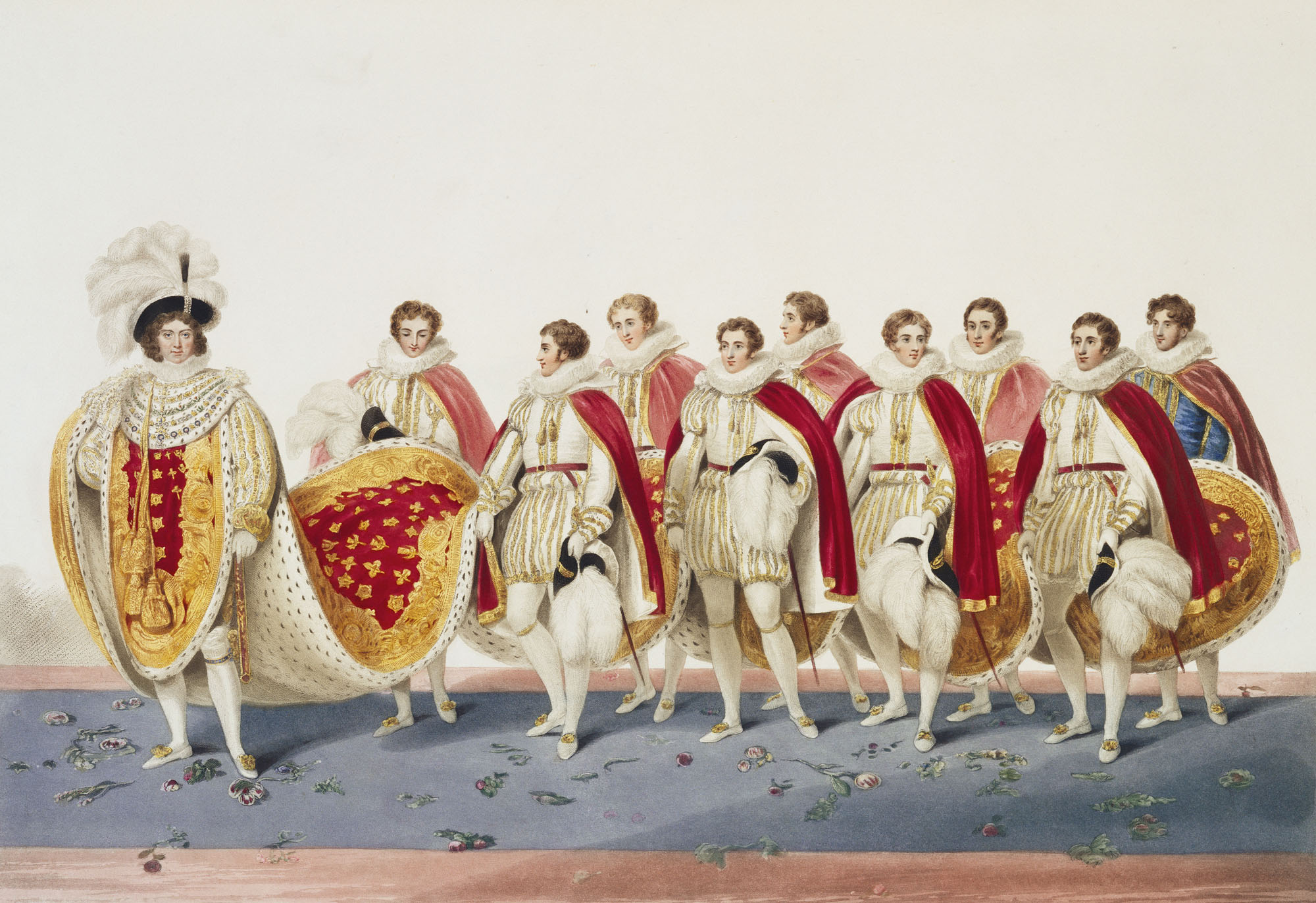
Il mantello dell'incoronazione di Giorgio IV, di 6,4 m di lunghezza, venne portato dal Master of the Robes e da otto primogeniti di pari del regno. Il re (a sinistra) trovò molto scomodo l'enorme peso del mantello.

Il sovrano indossa differenti abiti ed altri paramenti durante il corso della cerimonia d'incoronazione:
- Crimson surcoat – un vestito ordinario indossato per gran parte della cerimonia, sotto tutti gli altri abiti. Nel 1953 Elisabetta II decise di indossare un più comodo vestito al posto della crimson surcoat.[73]
- Robe of State of crimson velvet o Parliament Robe – il primo abito utilizzato durante l'incoronazione, indossato all'entrata nell'Abbazia e successivamente alla cerimonia di apertura al Parlamento. Esso consiste in un capo di ermellino e velluto cremisi decorato con ricami in oro.[73]
- Anointing gown – una tunica semplice ed austera utilizzata per la cerimonia dell'unzione. Bianca e senza decorazioni.[73]
- Colobium sindonis ("shroud tunic") – il primo abito di cui il sovrano è investito. Essa consiste in un vestito di lino fine bordato. Esso simboleggia la derivazione dell'autorità dal popolo.[73]
- Supertunica – il secondo abito di cui il sovrano è investito. Consiste in un lungo soprabito in seta e oro che raggiunge le anche. Esso è decorato in seta rosa e oro, riporta i simboli nazionali ed è tenuto in vita da una cintura. Deriva dall'uniforme tipica dei consoli dell'Impero bizantino.[73]
- Robe Royal o Pallium Regale – l'abito principale utilizzato per la cerimonia dell'incoronazione vera e propria.[31] Esso consiste in pallio completo, decorato in seta cremisi con corone in argento, simboli nazionali e aquile imperiali ai quattro lati.[73]
- Stole Royal o armilla – una stola d'oro che accompagna la Robe Royal, riccamente e pesantemente decorata con ricami in oro e argento e gioielli.[73]
- Purple surcoat – la controparte della crimson surcoat, indossata durante l'ultima parte della cerimonia.[73]
- Imperial Robe of purple velvet – l'abito indossato alla conclusione della cerimonia nell'uscita dall'abbazia. Essa comprende un capo d'ermellino con seta viola decorata con satin e richiama l'abito degli imperatori romani antichi.[73]

In contrasto con la storia e le tradizioni che circondano le regalie, è tradizione che gli abiti per l'incoronazione vengano realizzati nuovi per ciascun monarca. L'unica eccezione attualmente presente è quella della supertunica e della Robe Royal che entrambe sono databili all'epoca dell'incoronazione di Giorgio IV nel 1821.

### I costumi ufficiali

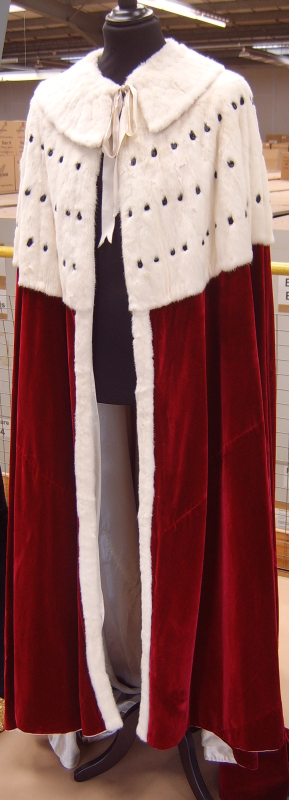
Un abito da incoronazione di un conte

Molti partecipanti alla cerimonia indossano dei costumi speciali, uniformi o abiti. I pari del regno indossano tutti un mantello di velluto cremisi con mantelletta di ermellino. Il numero di punti sulla parte d'ermellino designano il rango dei pari: i duchi usano quattro strisce puntinate, i marchesi tre e mezzo, i conti tre, i visconti due e mezzo e i baroni e i lord due. I duchi della famiglia reale usano sei linee puntinate di ermellino e lunghe code portate da paggi. Per le duchesse, il mantello raggiunge gli 1,8 m di lunghezza sino ai 90 cm delle baronesse. Il colletto di ermellino è di 13 cm di spessore per le duchesse, 10 cm per le marchese, 7,5 per le contesse e 5 cm per le viscontesse, baronesse e lady. Gli abiti dei pari sono usati solo durante le incoronazioni.

### Corone e coroncine
I pari del regno indossano delle coroncine come gran parte dei membri della famiglia reale; queste coroncine sono degli emblemi araldici che sono differenti in base al rango o in associazione al monarca. La coroncina dell'erede apparente mostra quattro croci patenti alternate a quattro gigli, sormontata da un arco. Nello stesso stile, ma senza l'arco, è quella dei figli e dei parenti del sovrano. La coroncina dei figli dell'erede del sovrano mostrano cinque gigli, due croci patenti e due foglie di fragola. Un quarto stile è rappresentato da due croci patenti e da due foglie di fragola è usato dai figli di fratelli del sovrano. Le coroncine dell'aristocrazia ordinaria sono basate invece sul rango. Le coroncine dei duchi hanno otto foglie di fragola, i marchesi quattro foglie di fragola alternate a quattro perle soprelevate, i conti sono composti da otto foglie di fragola e da otto perle soprelevate, quelle dei visconti da sedici sfere d'argento e quelle dei baroni da sei. Le donne che ricoprono la carica di pari, hanno lo stesso disegno di quelle dei pari nelle corone cerimoniali, ma sono di dimensioni più ridotte.
Oltre al re ed alla regina eventuale, gli unici autorizzati ad indossare una corona (vera e propria, diversa dalle coroncine menzionate) sono il Re d'armi, il principale ufficiale araldico del regno, i Garter, Clarenceaux e Norroy and Ulster Kings of Arms che hanno la giurisdizione araldica rispettivamente su Inghilterra, Galles ed Irlanda del Nord; il Lord Lyon King of Arms che è responsabile dell'araldica in Scozia. Inoltre, vi sono i King of Arms per ciascun ordine tra cui l'Ordine del Bagno, l'Ordine di San Michele e San Giorgio e l'Ordine dell'Impero britannico. Questi hanno unicamente un valore cerimoniale, ma sono autorizzati come si è detto ad indossare una vera e propria corona anche se connessa al loro incarico e non al loro status. La corona di un King of Arms è in argento ed è composta da sedici foglie d'acanto alternate in otto, con incisa la scritta Miserere mei Deus secundum magnam misericordiam tuam ("Abbi pietà di me o Signore secondo la Tua grande misericordia", dal Salmo 51). Il Lord Lyon King of Arms ha portato una corona in questo stile in tutte le incoronazioni dall'epoca di Giorgio II. Prima di allora indossava una corona che era una replica della Corona di Scozia. Nel 2004 è stata realizzata una nuova replica che è stata posta in uso al Lord Lyon.

### Invitati non partecipanti
Durante il XX secolo, gli ospiti invitati ma non partecipanti direttamente alla funzione erano pregati di indossare l'uniforme di corte o il frac. Per le signore erano prescritti abiti da sera con tiare o simili.

## La cerimonia

### Ricognizione e giuramento

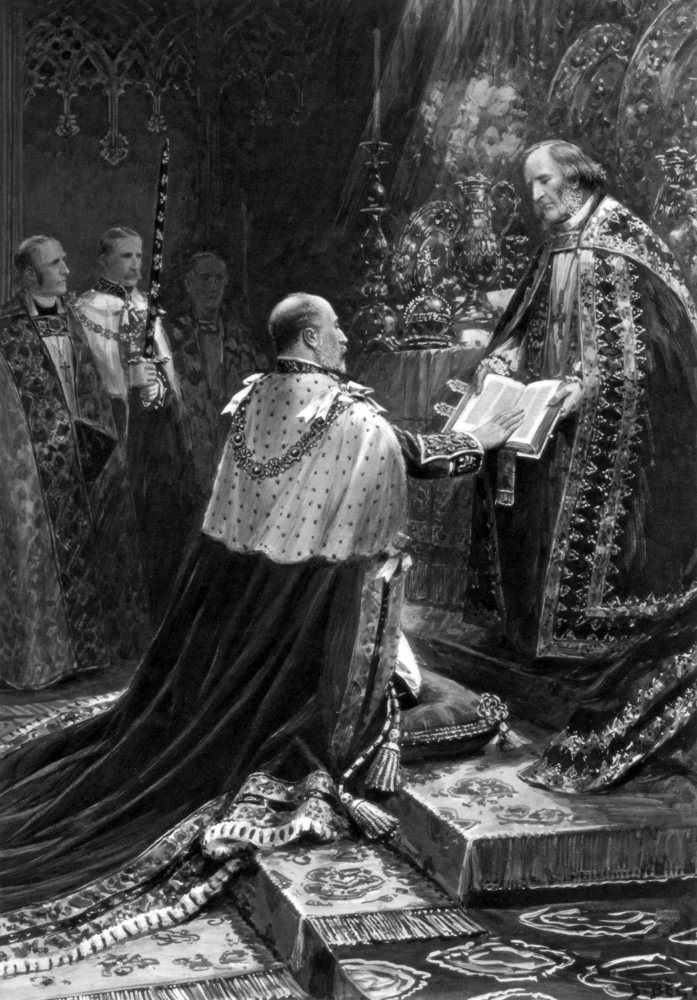
Edoardo VII ed il suo giuramento nel 1902

La cerimonia ha inizio con l'ingresso del sovrano all'Abbazia di Westminster mentre indossa la crimson surcoat e la Robe of State of crimson velvet.
Dopo aver preso posto sul trono, il Garter Principal King of Arms, l'arcivescovo di Canterbury, il Lord cancelliere, il Lord Gran Ciambellano, il Lord Gran Conestabile ed il Conte Maresciallo si spostano rispettivamente a est, sud, ovest e nord dell'abbazia. Su ciascun lato, l'arcivescovo chiede la ricognizione del sovrano al suo popolo con le seguenti parole:
Dopo l'acclamazione del popolo da ciascun lato della cattedrale, l'arcivescovo procede col giuramento del sovrano. Sin dalla Gloriosa rivoluzione, venne richiesto il Coronation Oath Act of 1688 che prevedeva che il sovrano "Promettesse e giurasse di governare il popolo di questo regno d'Inghilterra e dei suoi domini che appartengono agli statuti del parlamento secondo le leggi e i costumi". Più volte ad ogni modo questo giuramento è stato modificato senza richieste ufficiali. Nel caso dell'incoronazione della regina Elisabetta II il dialogo tra la regina e l'arcivescovo di Canterbury è stato il seguente:
La Regina: Solennemente prometto di farlo.
Arcivescovo di Canterbury: Userete il vostro potere nella legge, nella giustizia e nella compassione in tutti i vostri giudizi?
La Regina: Lo farò.
Arcivescovo di Canterbury: Vorrete voi, al massimo delle vostre possibilità, mantenere le Leggi di Dio e la vera professione del Santo Vangelo? Vorrete voi, al massimo delle vostre possibilità, mantenere il Regno Unito nella Religione Riformata Protestante come stabilito dalla legge? Vorrete voi mantenere e preservare l'inviolabilità della Chiesa d'Inghilterra, la dottrina, la disciplina e il governo secondo le leggi d'Inghilterra? E vorrete voi preservare i vescovi e il clero d'Inghilterra e le chiese loro affidate, coi loro diritti e privilegi, secondo la legge?
La Regina: Tutte queste cose io prometto. Tutte le cose che ho sin qui promesso, io le manterrò e le metterò in pratica. Che Dio mi aiuti. »
Il monarca inoltre giura anche sul governo della chiesa presbiteriana di Scozia. Tutta questa parte si svolge formalmente prima dell'incoronazione.
Dopo la conclusione del giuramento, un ecclesiastico presenta una Bibbia al sovrano, pronunciando le parole "Qui è la saggezza; questa è la legge dei re; questo è l'oracolo vivente di Dio." La Bibbia utilizzata è una versione completa della Bibbia di re Giacomo che include anche dei libri apocrifi. All'incoronazione di Elisabetta II, la Bibbia venne portale dal Moderator of the General Assembly della Chiesa di Scozia. Una volta presentata la bibbia, viene celebrata l'eucaristia ma la messa vera e propria viene interrotta dopo la recita del Credo di Nicea.

### Unzione
Dopo la comunione, il sovrano si toglie la crimson robe e procede verso il trono dell'incoronazione, posto in posizione centrale, indossando la anointing gown. Nel 1953 il trono venne posto sulla sommità di diversi gradini. Il trono, realizzato in periodo medievale, dispone di una cavità alla base nella quale è posta la Pietra di Scone che vi è posta per la cerimonia. Nota come "Pietra del Destino", essa era usata per le incoronazioni scozzesi antiche sino a quando Edoardo I non la rubò e la portò in Inghilterra ed è stata sempre utilizzata a Westminster per ogni incoronazione. Sino al 1996, la pietra era tenuta con la sedia all'abbazia di Westminster da dove successivamente venne spostata al Castello di Edimburgo in Scozia con la previsione di essere spostata in Inghilterra solo per le future incoronazioni.
Una volta sedutosi su questo trono, coperto da un baldacchino di seta d'oro, il monarca viene unto con gli Oli Santi. I portatori degli oli santi nelle ultime incoronazioni sono stati quattro cavalieri dell'Ordine della Giarrettiera. Questa parte della cerimonia è considerata particolarmente sacra ed è celata al pubblico; e pertanto non venne né fotografata nel 1937 né inclusa nella diretta televisiva del 1953. Il decano di Westminster porge l'olio consacrato da un'ampolla a forma di aquila con un cucchiaio all'arcivescovo di Canterburty che unge il sovrano con segno di croce sulle mani, sulla testa e sul cuore. Il cucchiaio filigranato è una parte dei gioielli della corona medievali sopravvissuti alla repubblica di Cromwell. L'arcivescovo conclude il rito recitado una preghiera che è la traduzione moderna in inglese dell'antica preghiera latina Deus, Dei Filius recitata in occasione della consacrazione dei sovrani cristiani.

### Investitura
Il sovrano viene quindi vestito con la colobium sindonis, sopra la quale viene posta la supertunica.
Il Lord Gran Ciambellano presenta al sovrano gli speroni, che rappresentano l'antica cavalleria medievale. L'arcivescovo di Canterbury, assistito da altri vescovi, presentano al sovrano quindi la spada di Stato. Il sovrano, così abbigliato, riceve quindi dei braccialetti ed indossa la Robe Royal e la Stole Royal sopra la supertunica. L'arcivescovo abbiglia quindi il sovrano coi gioielli della corona necessari per l'occasione: per primo viene consegnato al sovrano il globo, una sfera d'oro con pietre preziose e semi-preziose, sormontata da una croce che simboleggia il dominio di Gesù sul mondo; questo viene poi riposto sull'altare dopo l'incoronazione. Quindi il sovrano riceve un anello che rappresenta il suo "matrimonio" con la nazione. Lo Scettro del Sovrano con la Colomba, così chiamato per la presenza di una colomba che rappresenta lo Spirito Santo e lo Scettro del Sovrano con la Croce, che incorpora il diamante Cullinan, sono quindi consegnati e lasciati al sovrano.

### Incoronazione

L'incoronazione di Giorgio VI durante la cerimonia del 1937

L'arcivescovo di Canterbury prende quindi la Corona di sant'Edoardo dall'altare maggiore, la eleva al cielo e recita la seguente formula: 
Il decano di Westminster prende quindi la corona e, con l'arcivescovo ed altri vescovi presenti, prosegue alla volta del trono reale dove la corona viene tenuta nelle mani dall'arcivescovo che riverentemente la pone sul capo del monarca. In questo preciso momento il re o la regina viene incoronato e tutti gli invitati nell'abbazia gridano all'unisono "Dio salvi il re/la regina". I pari del regno e gli ufficiali si pongono sul capo le loro corone, i trombettieri suonano una fanfara e le campane della chiesa risuonano, mentre una salva di cannone viene sparata dalla Torre di Londra e da Hyde Park.

Infine, l'arcivescovo, presso il monarca, recita un'altra preghiera: 
 Al termine di questa preghiera, col capo coperto, viene recitato un "Amen".

### Intronizzazione e omaggio

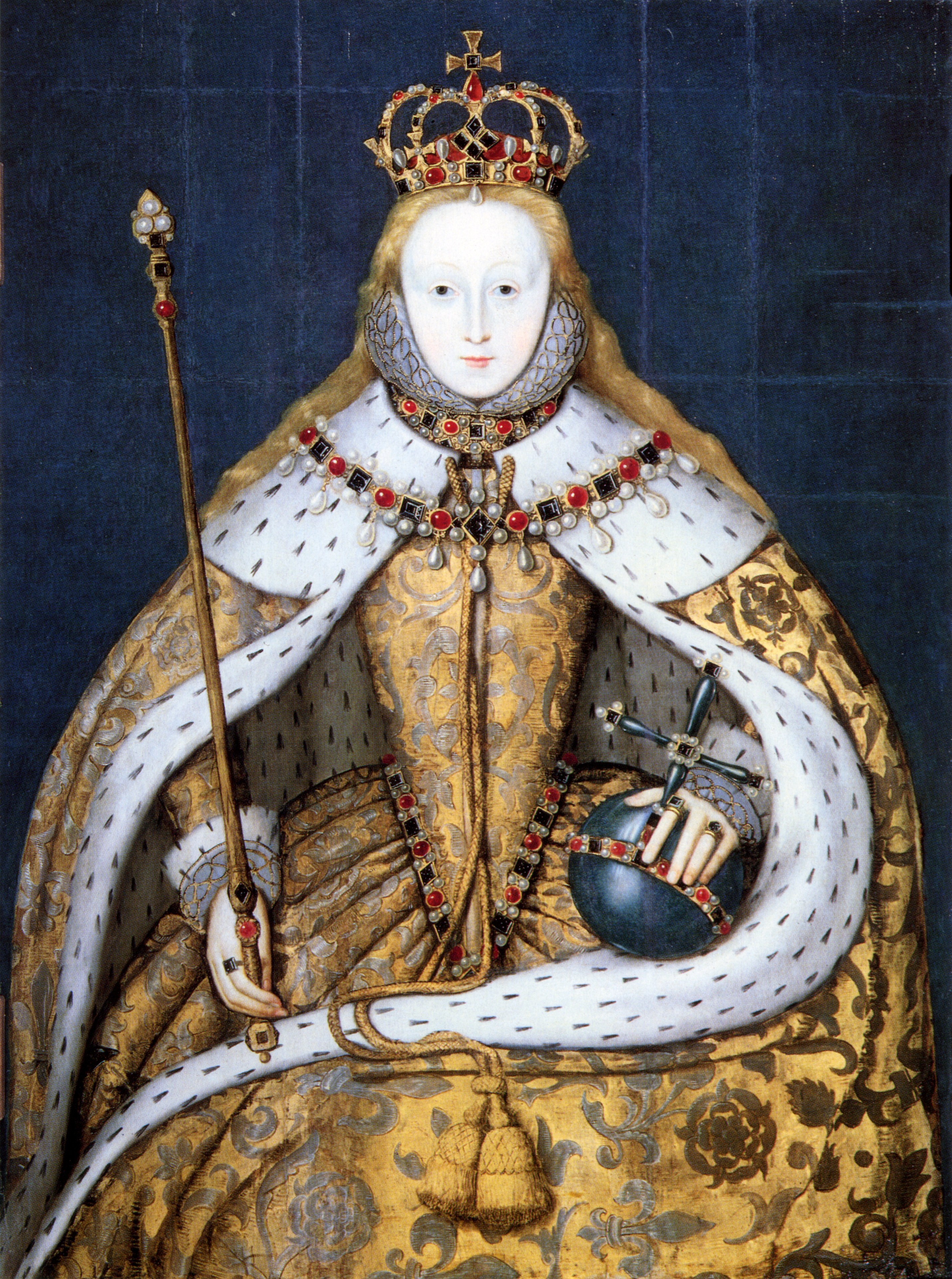
Elisabetta I indossa la corona e tiene tra le mani lo scettro ed il globo alla fine della sua incoronazione.

Il sovrano viene quindi accompagnato verso il trono. Gli arcivescovi e i vescovi gli giurano fedeltà per primi dicendo: 
 I pari quindi procedono con il loro omaggio dicendo: 
 Il clero rende omaggio collegialmente, rappresentato in questo dall'arcivescovo di Canterbury. Successivamente i membri della famiglia reale rendono il loro personale omaggio al sovrano in maniera individuale secondo il loro ordine di rango partendo dal primo duca e poi dai duchi, dal primo marchese e poi dai marchesi e così via.
Se vi è una regina consorte essa viene unta e incoronata con una cerimonia semplice poco dopo questo omaggio. Nel caso di un principe consorte che sia anche pari del Regno Unito, esso ha il privilegio di rendere per primo omaggio alla nuova sovrana.

### Processione finale
Il sovrano quindi esce dal luogo dell'incoronazione, entrando nella Cappella di Sant'Edoardo (all'interno dell'abbazia) e procede quindi preceduto dai portaspada della Spada di Stato, della Spada della Giustizia Spirituale e dalla Sada della Giustizia Temporale oltre che dalla Sword of Mercy. La corona di Sant'Edoardo e tutte le altre regalie sono lasciate sull'altare maggiore; il sovrano si spoglia della Robe Royal e della Stole Royal, indossando nuovamente il crimson surcoat ed il purple surcoat ed indossa la Imperial Robe of purple velvet. Indossa la Corona imperiale di stato e tiene tra le mani lo Scettro con la Croce ed il globo e lascia la cappella mentre tutti i presenti intonano l'inno nazionale.

## Musica
La musica utilizzata per le incoronazioni è di ispirazione classica e religiosa. Gran parte della musica corale utilizza testi della Bibbia utilizzati sin dall'incoronazione di re Edgar a Bath nel 973 e sono noti come inni dell'incoronazione. Nelle incoronzioni dopo il periodo della riforma, i musicisti di corte, spesso il Master of the King's Music, ottennero commissione di comporre nuovi arrangiamenti dei testi tradizionali. Il pezzo musicale maggiormente utilizzato è lo Zadok the Priest di Georg Friedrich Händel, uno dei quattro inni commissionati al musicista tedesco da Giorgio II per la sua incoronazione nel 1727 e da allora usato per ogni incoronazione. Il pezzo usato in precedenza era stato composto da Henry Lawes per l'incoronazione di Carlo II nel 1661 e ancor prima era utilizzato quello di Thomas Tomkins per quella di Carlo I nel 1621.
Nel XIX secolo vennero utilizzati anche lavori di altri compositori europei, ma quando Sir Frederick Bridge venne nominato direttore delle musiche reali nel 1902, in occasione dell'incoronazione di Edoardo VII, egli decise di tributare un omaggio speciale ai quattrocento anni della musica nazionale inglese. Vennero pertanto scelte musiche di Thomas Tallis, Orlando Gibbons e Henry Purcell affiancate a musiche contemporanee composte da Arthur Sullivan, Charles Villiers Stanford e John Stainer. I was glad di Hubert Parry venne scritta per l'ingresso all'incoronazione del 1902, rimpiazzando un brano del 1831 composto da Thomas Attwood; il brano era stato pensato per contenere al proprio interno l'espressione "vivat" con cui i cantori di Westminster dovevano acclamare il sovrano alla sua entrata all'incoronazione. Questo assieme all'inno Gloria in excelsis Deo di Charles Villiers Stanford (1911) sono stati utilizzati anche nelle incoronazioni successive, così come l'inno nazionale God Save the King (o Queen). All'incoronazione di Elisabetta II vennero utilizzati anche brani di Sir George Dyson, Gordon Jacob, Sir William Henry Harris, Herbert Howells, Sir William Walton, Samuel Sebastian Wesley, Ralph Vaughan Williams e del canadese Healey Willan. Ralph Vaughan Williams suggerì di includere anche un inno comunitario con l'approvazione dell'arcivescovo di Canterbury e pertanto venne composti l'Old 100th, la versione metrica inglese del Salmo 100, il Jubilate Deo per coro, organo ed orchestra.

## Le celebrazioni dopo l'incoronazione
Dal XX secolo è tradizione che il nuovo monarca ed i membri della famiglia reale posare per un ritratto ufficiale a Buckingham Palace ed apparire successivamente sulla balconata del palazzo da dove, dal 1953, è stata inaugurata la tradizione del passaggio delle frecce della Royal Air Force. Durante l'apparizione, il monarca continua ad indossare la Imperial State Crown e, nel caso in cui vi sia, la regina consorte continua a indossare la sua corona. Alla sera, si tengono dei fuochi d'artificio, solitamente ad Hyde Park. Nel 1902, una leggera indisposizione di Edoardo VII spostò il banchetto a Buckingham Palace. Nel 1953, vennero tenuti due banchetti di stato nella sala da ballo del palazzo, accompagnati da musica classica suonata dalle Royal Horse Guards.

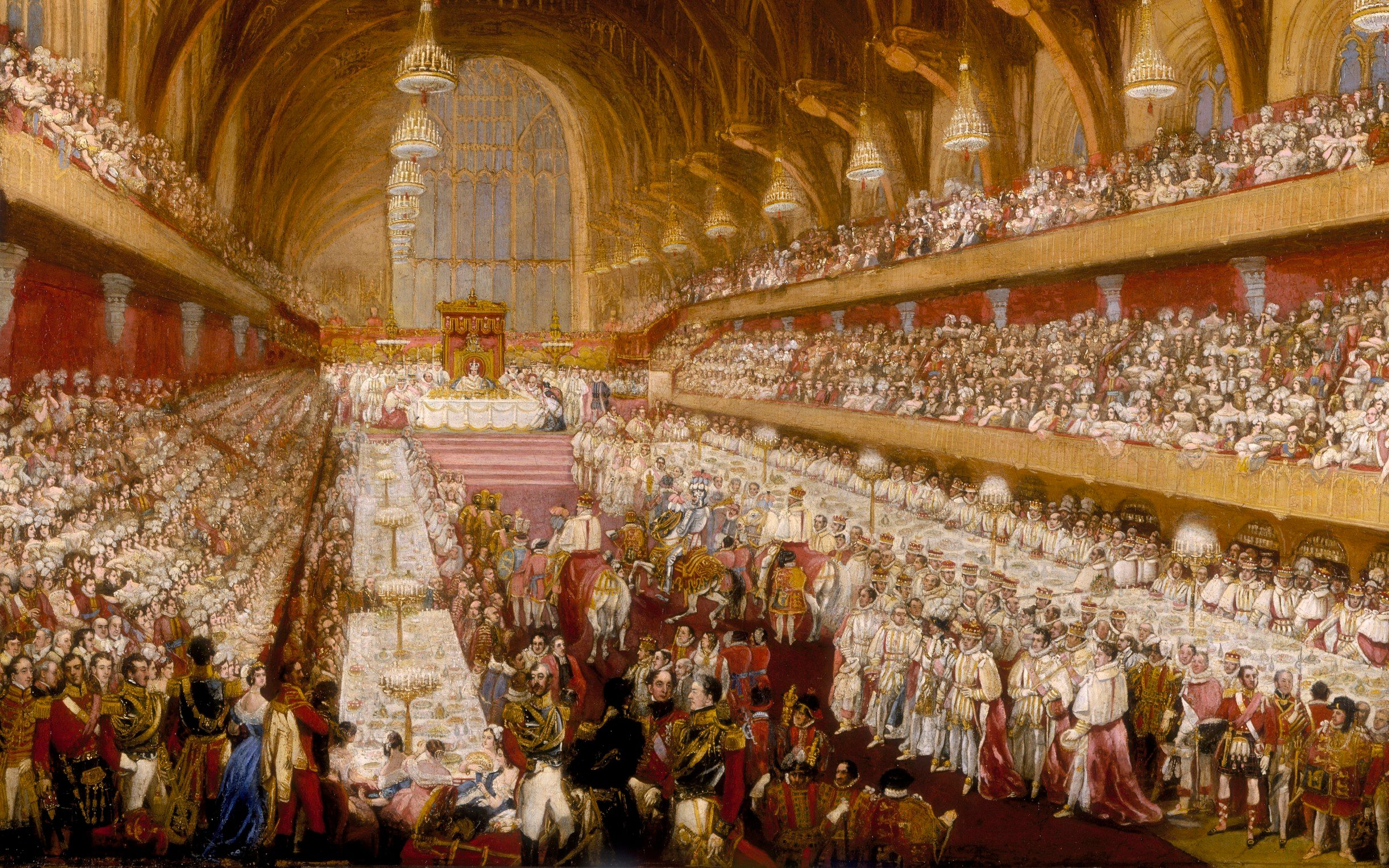
Il banchetto per l'incoronazione di Giorgio IV che si tenne a Westminster Hall nel 1821; fu l'ultimo banchetto a tenersi qui.

Storicamente, l'incoronazione era seguita subito da un banchetto tenuto a Westminster Hall nel Palazzo di Westminster (che era anche sede del parlamento inglese). Il King o Queen's Champion (incarico tenuto per via ereditaria dalla famiglia Dymoke e connesso al possesso del Maniero di Scrivelsby) entrava un tempo a cavallo nella sala del banchetto, indossando la sua armatura di cavaliere, assieme al Lord Gran Conestabile alla sua destra ed il Conte Maresciallo alla sua sinistra. Un araldo leggeva dunque la proclamazione che il campione del re o della regina era pronto a combattere chiunque tentasse di screditare il monarca. Dopo il 1800 la forma di questo atto ebbe questo testo:
La cerimonia veniva quindi ripetuta all'interno della sala presso il tavolo principale (dove siede il sovrano). Il sovrano quindi porgeva al campione una coppa d'oro con del vino. Questo singolare rituale venne abbandonato dall'Incoronazione della regina Vittoria e non venne mai ripristinato. L'incarico di Chief Butler of England, Grand Carver of England e Master Carver of Scotland erano sempre associati al banchetto dell'incoronazione.
L'ultimo banchetto a svolgersi nella Westminster Hall fu quello per l'incoronazione di Giorgio IV nel 1821. La sua fu l'incoronazione più elaborata della storia inglese. Il suo esempio non venne seguito da suo fratello e successore Guglielmo IV, il quale per motivi di ordine economico e in conformità col suo temperamento più sobrio volle una cerimonia più semplice, tanto da bandire anche il banchetto successivo, interrompendo così una tradizione lunga 632 anni.

## Incoronazione a imperatore d'India
La regina Vittoria assunse il titolo di imperatrice d'India nel 1876. Si tenne quindi un durbar a Delhi, in India, il 1 gennaio 1877 per proclamare la sua assunzione del titolo. La regina non vi prese parte personalmente, ma venne rappresentata dal Viceré Lord Lytton. Un durbar simile si tenne il 1 gennaio 1903 per celebrare l'ascesa di Edoardo VII che venne rappresentato in loco da suo fratello il principe Arturo, duca di Connaught e Strathearn. Nel 1911, Giorgio V tenne un durbar personalmente con la moglie, la regina Mary. Dal momento che si riteneva inappropriato svolgere un'incoronazione cristiana in un paese non cristiano, Giorgio V non venne incoronato in India ma, indossando la Corona imperiale d'India fece il proprio ingresso alla cerimonia del durbar. La tradizione infatti vietava categoricamente di spostare i Gioielli della Corona dal Regno Unito e pertanto venne realizzata per l'occasione la Corona imperiale d'India appositamente per lui. L'imperatore venne fatto sedere sul trono ed ottenne l'omaggio di tutti i principi indiani. Durante i durbar venivano inoltre date alcune notizie importanti come ad esempio lo spostamento della capitale indiana da Calcutta a Delhi. La cerimonia non venne ripetuta mai più ed il titolo venne poi definitivamente abbandonato da Giorgio VI nel 1948, l'anno successivo all'ottenimento dell'indipendenza da parte dell'India.